# Eueides mereaui
Eueides mereaui är en fjärilsart som beskrevs av Jacob Hübner 1816. Eueides mereaui ingår i släktet Eueides och familjen praktfjärilar. Inga underarter finns listade i Catalogue of Life.